# 侍大将
侍大将（さむらいだいしょう）とは、主に大将軍の下で一軍を指揮する者。または侍大将軍（さむらいたいしょうぐん）、番頭（ばんがしら）とも。
侍大将という役割は平安時代、治承・寿永の乱（源平合戦）の頃より見られ、平家軍の藤原忠清（伊藤五）なる侍大将がいたことなどが知られる。室町時代末期から、侍を預かり備・騎馬隊を指揮する性格を有するようになり、戦国時代には総大将の次席、足軽大将の上席にあって、戦国大名の軍制において主要な役割を果たした。著名な侍大将に西国の戦国大名　大内義隆の家臣で周防国守護代　陶晴賢がおり、西国無双の侍大将と称された。